# Lovely (пісня Біллі Айліш та Khalid)
«Lovely» (з англ. «чудово») — пісня, записана американськими співаками Біллі Айліш і Халідом. Darkroom та Interscope Records випустили його як головний саундтрек другого сезону драматичного серіалу Netflix 13 причин чому. Айліш і Халід написали пісню разом з Фіннеасом О'Коннеллом. Пісня входить в делюкс версію мініальбому Айліш Don't Smile at Me.
Після виходу «Lovely» отримав позитивні відгуки від музичних критиків. Пісня досягла 64 місця в американському чарті Billboard Hot 100 і увійшла до топ-40 в кількох інших країнах. «Lovely» отримав кілька сертифікатів.

## Передісторія та реліз
Darkroom і Interscope Records випустили «Lovely» у квітні 19, 2018 в якості головного синглу для альбому 13 Reasons Why: Season 2 (Music from the Original TV Series). Пізніше пісня була включена до делюкс видання Don't Smile at Me.
Джон Грінхем і Роб Кінельскі, займалися мастерингом і зведенням відповідно.

## Комерція
«Lovely» вперше увійшов у чарт Bubbling Under Hot 100 під номером два у травні 4, 2018. У січні композиція піднялася до 64 місця в американському чарті Billboard Hot 100. Після виходу дебютного студійного альбому Айліш When We All Fall Asleep, Where Do We Go?, «Lovely» знову увійшов у чарт під номером 85. Водночас Айліш побила рекорд за найбільшою кількістю одночасних записів у Hot 100. «Lovely» отримав подвійну платинову сертифікацію Американської асоціації звукозаписної індустрії (RIAA).
У Сполученому Королівстві сингл посів 47 місце в UK Singles Chart — це перша пісня Айліш, яка потрапила в чарти Великобританії. Він отримав платиновий сертифікат від Британської фонографічної індустрії (BPI). Він був більш комерційно успішним в Австралії, зайнявши п'яте місце в чартах ARIA.
Пісня набрала понад 1,75 мільярда прослуховувань на Spotify, що робить її однією з найпопулярніших пісень на платформі.

## Автори
- Біллі Айліш — вокал, авторка пісні
- Халід — вокал, автор пісні
- Фіннеас О'Коннелл — продюсер, автор пісні
- Джон Грінхем — мастеринг
- Роб Кінельскі — міксинг